# Бабиче-Кореновский
Ба́биче-Корено́вский — хутор в Кореновском районе Краснодарского края.
Административный центр Пролетарского сельского поселения, куда также входит хутор Пролетарский.

## География
Бабиче-Кореновский расположен в 8 км северо-западнее центра Кореновска, на берегах реки Малёвана (бассейн Левого Бейсужека).

### Улицы
| - пер. Дружбы, - ул. Братская, - ул. Дружбы, - ул. Заречная, - ул. Мира, - ул. Новая, | - ул. Почтовая, - ул. Садовая, - ул. Северная, - ул. Советская, - ул. Центральная, - ул. Южная. |

## История
Ранее существовал также хутор Бабиче-Чернаговский, в настоящее время объединённый с хутором Пролетарским.

## Население
| 2002 | 2010  |
| ---- | ----- |
| 1202 | ↗1242 |